# Jacob van Leeuwen
Jacob van Leeuwen (Oudshoorn, gedoopt 29 oktober 1730 – Boskoop, 12 december 1807) was een Nederlandse notaris en schout.

## Leven en werk
Van Leeuwen werd in 1730 in Oudshoorn gedoopt als zoon van Leendert van Leeuwen en Maria Lutsenburg. Op 14 augustus 1757 trouwde hij te Warmond met Sara Cornelia Ruys. Hij woonde toen op de Markt van Gouda en was bij zijn huwelijk al schout en secretaris van Boskoop. Van Leeuwen functioneerde tot 1795 schout en secretaris van Boskoop. Hij was van 1759 tot 1807 tevens notaris te Boskoop. In 1795 werd hij als schout afgezet en waarschijnlijk vervangen door de patriot Anthony Medenblik. Voor zijn overlijden in 1807 was Van Leeuwen weer enkele jaren, vanaf 1804, schout van Boskoop. Hij werd als schout opgevolgd door de zoon van Anthony Medenblik, Cornelis Ravestein Medenblik.
Van Leeuwen hield als notaris vrij gedetailleerd bij - zeker vanaf 1770 - welke bomen voor welke prijs verhandeld werden tijdens de zogenaamde bomenboelhuizen, d.w.z. verkopingen die plaatsvonden bij overlijden van een boomkweker of bij bedrijfsbeëindiging. Deze overzichten van Van Leeuwen geven een goed beeld van de ontwikkeling van deze voor Boskoop belangrijke bedrijfstak in de tweede helft van de 18e eeuw. Daarnaast zorgde Van Leeuwen ervoor dat een groot deel van het rechterlijk archief van Boskoop, dat bij een dorpsbrand in 1753 verloren was gegaan, gereconstrueerd kon worden door van de, bij particulieren bewaarde, kopieën afschriften te maken.
Van Leeuwen overleed in december 1807 op 77-jarige leeftijd in Boskoop. Hij werd op 12 december in de kerk aldaar begraven.